# 国际统一私法协会关于被盗或者非法出口文物的公约
国际统一私法协会关于被盗或者非法出口文物的公约（英語：UNIDROIT Convention on Stolen or Illegally Exported Cultural Objects），是1995年国际统一私法协会制订的国际公约。公约订于意大利罗马，于1998年7月1日生效，保存人是意大利政府。

## 背景
各缔约国确信保护文物遗产和文化交流对促进人民之间的理解的特殊重要性，以及传播文化对人类福祉和增进文明的特殊重要性；深切关注在文物方面的非法交易及其引起的经常发生的无可挽回的损害；决定在文物的返还和归还方面制订共同的、最低限度的法律规范，以期促进为所有各方的利益而保存和保护文物，制订公约各条款。

## 内容
公约对被盗文物的返还、非法出口文物的归还作了规定，公约附件包括适用文物的分类。